# Nach der Hochzeit
Nach der Hochzeit (Efter brylluppet) ist ein dänisch-schwedisches Filmdrama der Regisseurin Susanne Bier aus dem Jahr 2006. Der Film lief in Dänemark am 24. Februar 2006 an, in Deutschland startete er am 1. Februar 2007.

## Handlung
Jacob Petersen leitet ein Waisenhaus in Indien. Mit einigen indischen Helfern arbeitet er am Rande seiner Möglichkeiten, um das Waisenhaus am Leben zu erhalten. Das Projekt läuft seit über acht Jahren immer knapp an der Pleite vorbei, aber nun geht dem Heim endgültig das Geld aus. Ein möglicher Spender ist der in Kopenhagen lebende schwedische Milliardär Jørgen, der ihm den Flug und ein luxuriöses Hotelzimmer bezahlt, damit er in Dänemark eine Spende entgegennehmen kann.
Bei dem Termin stellt sich jedoch heraus, dass Jørgen noch längst nicht entschieden hat, welches Projekt er großzügig unterstützen will. Bis zur Entscheidung soll Jacob in Dänemark bleiben.
Da Jørgens Tochter Anna am nächsten Tag heiratet, lädt er Jacob zur Hochzeit ein. Zufällig trifft er dort seine ehemalige Freundin Helene wieder. Sie war die Frau seines Lebens, mit ihr ist er gemeinsam nach Indien ausgewandert. Als er sie mit ihrer besten Freundin betrog, hat sie ihn verlassen und ist zurück nach Dänemark gezogen. Nun ist sie Jørgens Frau.
Jacob erfährt während einer Rede Annas auf ihrer Hochzeit, dass diese nicht Jørgens leibliche Tochter ist und seine Vermutung, sie könne seine Tochter sein, bestätigt Helene am nächsten Tag. Jacob ist verzweifelt und sauer auf Helene, dass er erst nach zwei Jahrzehnten von seiner Tochter erfährt. Helene und Jørgen behaupten, er sei in Indien nicht mehr auffindbar gewesen, und müssen nun auch Anna von Jacob erzählen. Anna und Jacob treffen sich und scheinen sich ganz gut zu verstehen.
Trotz all dieser Probleme trifft sich Jacob wieder mit Jørgen wegen der Finanzierung seines Waisenhauses in Indien. Jørgen bietet Jacob an, eine Stiftung auf Jacobs und Annas Namen zu gründen und eine große Summe Geld zur Verfügung zu stellen. Eine der Gegenleistungen im Vertrag ist jedoch, dass Jacob seinen Hauptwohnsitz nach Dänemark verlegen muss. Dies kommt für Jacob zunächst nicht in Frage, da in Indien der achtjährige Pramod auf ihn wartet, den er seit dessen Geburt aufzieht, und er sich nicht von Jørgen kaufen lassen will. Während Jacob flüchtet, erklärt Jørgen ihm den eigentlichen Grund: Jørgen ist todkrank und wird bald sterben. Er hat Jacob geholt, damit sich dieser um Anna, Helene und auch um die beiden kleinen Zwillingssöhne Jørgens kümmern kann. Jacob ist jedoch so aufgebracht, dass er in sein Hotelzimmer flüchtet. Als dort jedoch Anna weinend auftaucht, da ihr frisch angetrauter Ehemann sie betrogen hat, erkennt Jacob, dass er für seine Tochter da sein sollte und er so auch zehntausenden Waisenkindern in Indien helfen kann. Er unterzeichnet also den Vertrag mit Jørgen.
Jørgen stirbt und bei Jacobs nächstem Besuch in Indien wird schon fleißig am Waisenhaus gebaut. Jacob fragt Pramod, ob dieser mit ihm nach Dänemark kommen will, doch dieser bleibt lieber seiner Heimat treu, auch weil Jacob früher immer gegen die Reichen gewettert hat.

## Kritik
Das Lexikon des internationalen Films meinte: „Überzeugendes soziologisches und emotionales Experiment, routiniert inszeniert und in den Hauptrollen hervorragend gespielt.“

## Hintergründe und Neuverfilmung
Die beiden international erfolgreichen skandinavischen Schauspieler Rolf Lassgård (bekannt als Kommissar Wallander) und Mads Mikkelsen (Gegenspieler James Bonds in Casino Royale und Pfarrer in Adams Äpfel) sind hier zusammen in einer Produktion zu sehen.
2019 wurde mit After the Wedding eine Neuverfilmung veröffentlicht, inszeniert von Bart Freundlich.

## Auszeichnungen
Susanne Bier gewann für diesen Film auf dem Film by the Sea International Film Festival in Vlissingen, Niederlande 2006 den Publieksprijs (Publikumspreis).
Beim dänischen Filmpreis Robert konnte Stine Fischer Christensen den Preis als beste Nebendarstellerin gewinnen; der Film war in zehn weiteren Kategorien nominiert, in denen er leer ausging. Für den Europäischen Filmpreis war der Film 2006 in den Kategorien Beste Regie (Susanne Bier) und Bester Darsteller (Mads Mikkelsen) nominiert, konnte aber keinen Preis gewinnen.
Nach der Hochzeit wurde für die Kategorie Bester fremdsprachiger Film der Oscars 2007 nominiert, verlor aber gegen den deutschen Beitrag Das Leben der Anderen.